# Santa Petronila
Petronilla (Aurelia Petronilla) es una santa del cristianismo primitivo. Es venerada como virgen por la Iglesia católica. Murió en Roma a finales del siglo I, o posiblemente en el siglo III.

## Identidad
Petronila era identificada tradicionalmente como hija de Pedro, aunque esto podría deberse simplemente a la similitud de nombres. Se cree que pudo haber sido conversa de Pedro (y, por lo tanto, una "hija espiritual"), o una seguidora o sierva. Se dice que Pedro la curó de una parálisis. La Enciclopedia Católica de 1913 especula que pudo haber estado emparentada con Flavia Domitila. Aunque Petronila fue venerada originalmente como hija de Pedro, estudios más recientes han demostrado que pertenecía a la Gens Aurelia. El error surgió por la mala interpretación de una inscripción.
Entre las historias asociadas con ella se cuentan que era tan hermosa que Pedro la encerró en una torre para alejarla de los hombres codiciables; y que un rey pagano llamado Flaco, deseoso de casarse con ella, indujo a Petronila a una huelga de hambre, a causa de la cual falleció.
En el catálogo romano del siglo IV de las fiestas de los mártires, que se utiliza en el Martirologio geronimiano, su nombre parece no haber sido insertado. Aparece en este último martirologio, pero solo como una adición posterior. Su nombre se da el 31 de mayo y los martirologios de Beda y sus seguidores adoptan la misma fecha.
La ausencia de su nombre en el calendario festivo romano del siglo IV sugiere que Petronila murió a finales del siglo I o durante el II, ya que no se celebraban festividades especiales para los mártires durante este período. Tras la construcción de la basílica sobre sus restos y los de los santos Nereo y Aquileo en el siglo IV, su culto se extendió ampliamente y, por lo tanto, su nombre fue admitido posteriormente en el martirologio. Una leyenda, cuya existencia en el siglo VI queda demostrada por su presencia en la lista de las tumbas de los mártires romanos preparada por el abad Juan a finales de este siglo, considera a Petronila como hija real del apóstol Pedro. En los apócrifos Hechos de Pedro, que datan del siglo II, se menciona a una hija de Pedro, aunque no se menciona su nombre.
Petronila fue identificada en Roma con esta supuesta hija de Pedro, probablemente por su nombre y la gran antigüedad de su tumba. Aparece en los legendarios Hechos de los mártires Nereo y Aquileo y en el Liber pontificalis, pero como virgen y no como mártir. A partir de esta leyenda de Nereo y Aquileo, una mención similar fue admitida en los martirologios históricos de la Edad Media y a partir de allí en el moderno Martirologio Romano.

## Veneración

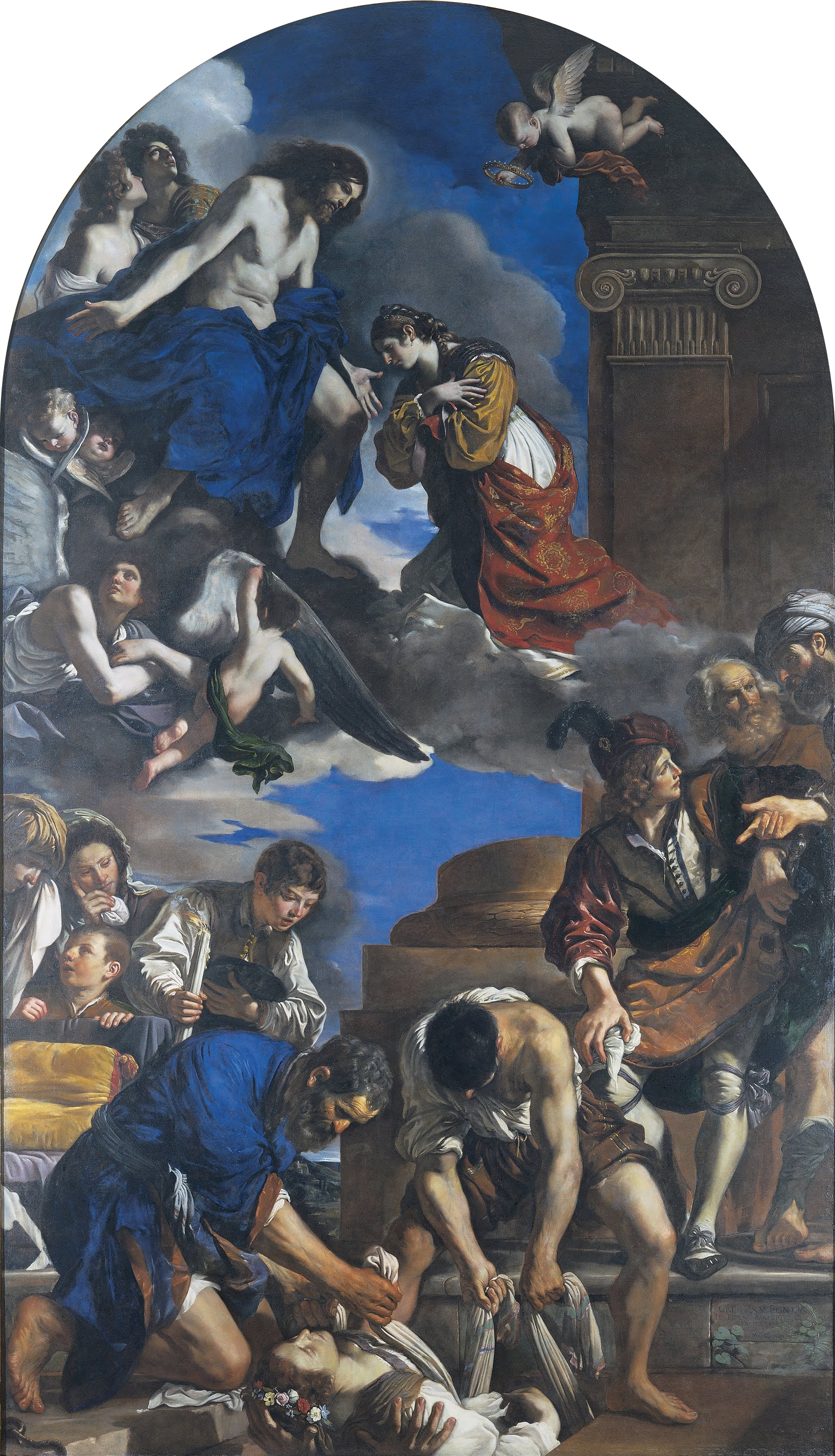
El entierro de Santa Petronila, de Guercino, 1621–22

### Entierro
Casi todas las listas de los siglos VI y VII de las tumbas de los mártires romanos más venerados mencionan la tumba de Petronila como situada en la Vía Ardeatina, cerca de las de Nereo y Aquileo. Estas menciones han sido completamente confirmadas por las excavaciones en la Catacumba de Domitila. Una topografía de las tumbas de los mártires romanos, Epitome libri de locis sanctorum martyrum, ubica en la Vía Ardeatina una iglesia de Santa Petronila, en la que fueron enterrados Nereo y Aquileo, así como Petronila.
Esta iglesia, construida en la catacumba mencionada, ha sido descubierta, y los monumentos conmemorativos hallados en ella disiparon toda duda sobre si las tumbas de los tres santos fueron veneradas allí.
Una pintura, en la que Petronila aparece recibiendo a una persona fallecida (llamada Veneranda) en el cielo, fue descubierta en la última piedra de una tumba en una cripta subterránea tras el ábside de la basílica. Junto a la imagen de la santa figura su nombre: Petronila Mart. (año). Que la pintura fue realizada poco después del año 356 lo prueba una inscripción encontrada en la tumba.
Así, queda claramente establecido que Petronila fue venerada en Roma como mártir en el siglo IV, y el testimonio debe aceptarse como ciertamente histórico, a pesar de la leyenda posterior que la reconoce únicamente como virgen (véase más adelante). Otro monumento conocido, pero desde entonces desaparecido, fue el sarcófago de mármol que contenía sus restos, trasladado a la Basílica de San Pedro bajo el papa Paulo I. En el relato de esto en el Liber pontificalis la inscripción tallada en el sarcófago dice así: «Aureae Petronillae Filiae Dulcissimae» («de la Dorada Petronila, la hija más dulce»). El sarcófago fue descubierto en la misma capilla dedicada a ella en la antigua basílica de San Pedro, bajo el papa Sixto IV, quien se apresuró a informar a Luis XI de Francia. Las noticias existentes del siglo XVI sobre este sarcófago afirman que la primera palabra era Aur (Aureliae), por lo que el nombre de la mártir era Aurelia Petronila. El segundo nombre proviene de Petro o Petronio, y, como el nombre del bisabuelo del cónsul cristiano Tito Flavio Clemente era Tito Flavio Petrón, es muy posible que Petronila fuera pariente de la Gens Flavia, quienes descendían de la familia senatorial de los Gens Aurelia. Esta teoría también explicaría por qué Petronila fue enterrada en la catacumba de Flavia Domitila. Al igual que esta última, Petronila pudo haber sufrido durante la persecución de Domiciano, quizás en un momento posterior.

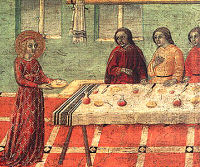
Santa Petronila, de Sano di Pietro.

### Capilla de Santa Petronila
En 757, el féretro que contenía los restos mortales de Petronila fue trasladado a un antiguo edificio circular (el mausoleo del emperador Honorio, que data de finales del siglo IV) cerca de la antigua basílica de San Pedro. Este edificio fue reformado y se convirtió en la Capilla de Santa Petronila.
Con el tiempo, la capilla pasó a ser el lugar de enterramiento de los reyes franceses. Su asociación con la corona francesa se debe a que Carlomagno y Carlomán I, hijo de Pipino el Breve, fueron considerados hijos adoptivos de Pedro después del año 800. Petronila, como supuesta hija de Pedro, se convirtió en su patrona y patrona de los tratados firmados entre la Santa Sede y los emperadores francos.
Cuando se reconstruyó la basílica de San Pedro en el siglo XVI, la antigua capilla y el antiguo mausoleo fueron demolidos y las reliquias de Petronila fueron trasladadas a un altar dedicado a ella en el extremo superior de la nave lateral derecha de la nueva basílica (cerca de la cúpula). La capilla incluye adornos de Miguel Ángel y Bramante.
Guercino pintó un retablo titulado El entierro de Santa Petronila en 1623. En 1730, la pintura se trasladó al Palacio del Quirinal. Su lugar sobre el altar lo ocupó una magnífica copia en mosaico realizada por Pier Paolo Cristofari (1685-1743). El original de Guercino fue enviado a París en 1797, regresó a Roma en 1815 y hoy se encuentra en los Museos Capitolinos. La pintura representa simultáneamente el entierro y la llegada al cielo de la martirizada Santa Petronila. El altar está dedicado a la santa y contiene sus reliquias.
Su festividad se celebra el 31 de mayo. Ese día se celebra una misa en la basílica de San Pedro en honor de Francia, a la que asisten los franceses residentes en Roma.

Es la patrona de los delfines de Francia porque supuestamente se encontró un delfín tallado en su sarcófago. 

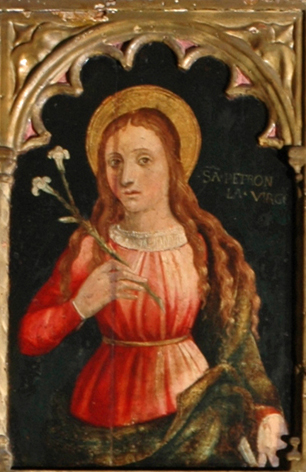
Retrato ficticio de Petronila.

Ambrogio Lorenzetti pintó un retablo de Santa Petronila en la década de 1340 y La curación de Santa Petronila es el nombre de un tapiz realizado para Guillaume de Hellande, obispo de Beauvais, en el siglo XV.

### Iglesia de Santa Petronila en Whepstead
La única iglesia anglicana dedicada a Petronila es la iglesia parroquial del pueblo de Whepstead, en Suffolk (Inglaterra). En la época de la Reforma anglicana, parte de los ingresos del hospital de leprosos de Santa Petronila en Bury St Edmunds provenían de sus propiedades en Whepstead, lo que podría explicar la inusual dedicación del pueblo. En Gloucester se construyeron una capilla y un altar en honor a Santa Petronila en la abadía construida por Osric, príncipe merciano, en el año 679 d. C. Probablemente se encuentre actualmente bajo la Capilla de la Virgen, en la actual abadía normanda.

### Iglesia de Santa Petronila en Handorf
La iglesia de Santa Petronila en Handorf, en el estado federado de Münster (Alemania), está dedicada a la santa desde la década de 1030, cuyo edificio actual data del año 1700 aproximadamente.